# سفینه تبریز
سفینه تبریز عنوان مجموعه‌ای خطی است که در سال‌های ۷۲۱ تا ۷۲۳ هجری قمری توسط ابوالمجد تبریزی در تبریز گردآوری و کتابت شده‌است. کتاب به فارسی، فهلوی و گویش‌هایی از کردی و ترکی است. این کتاب نسخه منحصربه‌فردی است که در آن بیش از ۲۰۰ رساله در موضوعات مختلف علمی از جمله ریاضیات، هیئت، موسیقی، طب و فلسفه، ادبیات، عرفان، تاریخ و جغرافیا به صورت جُنگ گردآوری شده‌است.
مرکز نشر دانشگاهی در سال ۱۳۸۱ این کتاب را از روی نسخه خطی موجود در کتابخانه مجلس شورای ملی ایران به صورت عکسی (فاکسیمیله) چاپ و منتشر کرد. این کتاب در سال ۱۳۸۷ در فهرست حافظه جهانی ایران ثبت شده است. همچنین این کتاب همراه با کتاب ذخیره خوارزمشاهی نامزد ثبت حافظه جهانی یونسکو در سال ۲۰۱۰ از طرف ایران شدند.
جُنگ‌نویسی در بین دانشمندان اسلامی شیوه‌ای رایج بوده‌است، ولی تا به حال نسخه‌ای که این تعداد کتاب و رساله در موضوعات گوناگون در آن جمع باشد دیده نشده است و این نسخه به سبب دانشمند بودن کاتب آن ارزشی مضاعف دارد.
سفینه واژه‌ای عربی به معنای کشتی است، اما در بحث نسخه‌های خطی معنای دیگری پیدا کرده است. سفینه بیاضی (نوعی نسخه خطی از جهت اندازه و شکل) است که قطعش طولانی باشد و به هنگام گشودن در جهت طول شبیه کشتی شود. به بیان ساده‌تر و غیرفنی، سفینه نوعی جُنگ خطی از نظر اندازه و کیفیت ظاهری است (نسخه‌ها از نظر اندازه و ظاهر انواعی دارند). حافظ شیرازی می‌گوید:
| در این زمانه رفیقی که خالی از خلل است |  | صراحی می ناب و سفینه غزل است |

چون این سفینه در تبریز کتابت شده عنوان «سفینه تبریز» را بدان داده‌اند. اهمیت این سفینه از نظر زبان‌شناسی و زبان فارسی وجود تعداد زیادی از واژه‌های فهلوی است که در آن آمده که برخی از آنها با عنوان «اورامنان» و «شروینیان» ذکر شده‌است.
املای این کلمه اخیر که به صورت «شرونیان» نیز گزارش شده ممکن است همان شروانیان یعنی شروانی‌ها یعنی اشعار منتسب به شهر شروان باشد.
منبعی که تا کنون در میان منابع شناخته شده بیش‌ترین واژه‌های فهلوی در آن آمده است، همین سفینه تبریز است. زبان آذری شاخه‌ای از زبانی است، پس از اسلام و در ادامه زبان‌های ایرانی میانه در ایران غربی رواج داشته است. بسته به تاریخ متن‌هایی که از این زبان خبر داده اند، گاه مرزهای این زبان از ری تا همدان و آذربایجان و اصفهان و کاشان گسترده شده است.

## برخی از فصول کتاب
به‌طور مختصر شامل ۲۰۹ مقاله گلچین شده از عربی و فارسی است که البته در برخی مقالات شعرها و گفته‌هایی از فهلویات به چشم می‌خورد.
فصل‌های ۷۷ ، ۷۹ و ۸۰ به عربی و از ابن سینا است که بر روی سؤالاتی در مورد تقدیر و آزادی اختیار در میان موضوعات فلسفی دیگر دست می‌گذارد. پرسش کننده در این قسمت عارف معروف ابوسعید ابوالخیر است.
فصل ۸۴ به فارسی و یک کار فلسفی از نصیرالدین طوسی به نام آغاز و انجام است.
فصل ۹۰ شامل مقاله‌ای از نصرالدین طوسی به فارسی است در مورد چگونگی یافتن ماه در منطقه البروج بدون استفاده از تقویم.
فصل ۹۲ شامل جدولی از موقعیت ستارگان و محاسبات نجومی است.
فصل ۹۷ در مورد ریاضیات است که شامل سه بخش است و هر بخش شامل دو زیربخش می‌باشد.
فصل ۹۹ همچنین به فارسی است و در مورد مبحث پزشکی که شامل خواص مفید و مضر انواع میوه‌ها، گیاهان و نان‌ها.
فصل ۱۱۲ و ۱۱۳ فهرستی از تاریخ تولد پیغمبران، دانشمندان نامی، شاهان پیش و پس از اسلام ایران است و تاریخ تولد فیلسوفان مشهوری مثل ارسطو و جاماسپ و همچنین زرتشت. نسبت به زمان خودش نویسنده آدم را ۶۷۰۰ سال و نوح را ۴۹۰۰ سال قبل می‌داند.
فصل ۱۱۴ در فارسی و دربارهٔ تاریخ تبریز است. دربارهٔ احداث تبریز به دستان وهسودان حاکم راوادید است.
فصل ۱۳۴ شامل فرهنگ لغات فارسی از اسدی طوسی است.
فصل‌های ۱۳۸ و ۱۳۹ به فارسی و در مورد مضامین اخلاقی و فیلسوفانه از بزرگمهر وزیر ساسانی است.
فصل ۱۴۵ که از سه بخش تشکیل شده است، و دربارهٔ موسیقی و نوشته شده توسط عجب‌الزمان محمدبن محمود نیشابوری.
فصل ۱۶۳ شامل فواید بوی خوش عطر برای سلامتی به فارسی می‌باشد.
فصل ۱۶۵ به فارسی با عنوان «علل باریدن برف و باران» که شامل ۲۰ بخش می‌باشد.
فصل ۱۶۶ به فارسی دربارهٔ جغرافیا و شامل مطالبی از سرزمین‌ها و شهرها می‌باشد.
فصل ۱۹۶ به فارسی دربارهٔ دانش و آگاهی می‌باشد.
فصل ۲۰۵ با عنوان:شرح کوتاهی از بنی امیه. این فصل به زبان عربی است و شرح کوتاهی از تاریخ سلسله بنی امیه از معاویه تا باقی‌مانده خاندان آنها در اسپانیا را شامل می‌شود.

## اهمیت زبان شناختی

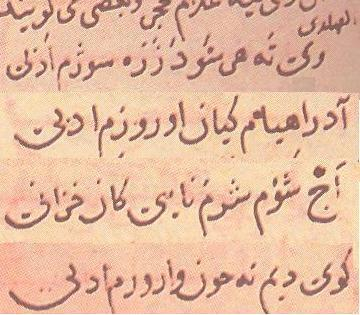
یک نمونه از فهلویات

مطالب این کتاب شامل اصطلاحات روزمره زبان تبریزی در طول دوره ایلخانی است. همچنین واژه فهلویات از کلمه پهلوی گرفته شده است. در فصل ۱۲۴ صفحه ۵۱۳ به روشنی بیان شده است که زبان آن روزگار تبریز پهلوی بوده است.

یک نمونه از فهلویات از کتاب سفینه تبریز از بابا فرج تبریزی چنین است:
انانک قدهٔ فرجشون فعالم آندره اووارادا چاشمش نه پیف قدم کینستا نه پیف حدوث
معنی:آن چنان فرج را در عالم آورده‌اند چشم او نه بر قدم افتاده است نه بر حدوث

## مناظرات اشیاء بی‌جان
بحث‌های جالبی بین اشیاء بی‌جان در این کتاب آورده شده است. هر شیء سعی می‌کند برتری خود را به شیء دیگر اثبات کند و خواص آنها را خوار بشمارد. در پس این مناظرات مفاهیم اخلاقی نهفته است.
- فصل ۴۵: مناظره بین گل و مُل (گل و شراب) از ابوسعید ترمیدیه.
- فصل ۴۶: مناظره بین سرو و آب از نظام‌الدین اصفهانی.
- فصل ۴۷: مناظره بین شراب و حشیش از سعدالدین ابن بهاءالدین.
- فصل ۴۸: مناظره دیگری بین شراب و حشیش از نویسنده‌ای ناشناس.
- فصل ۴۹: مناظره بین شمشیر و قلم از نویسنه‌ای ناشناس.
- فصل ۵۰: مناظره بین شمشیر و آسمان از نویسنده ناشناس.
- فصل ۵۱: مناظره بین النار و التراب (آتش و خاک) از امین‌الدین ابوالقاسم الحاجی بولاح.
- فصل ۵۲: مناظره بین السمع و البصر (شنوایی و بینایی) از ابوالمجد محمدبن مسعود تبریزی.
- فصل ۵۳: مناظره بین نظم و نثر از ابوالمجد محمدبن مسعود تبریزی.